# هيرمان هيل
هيرمان هيل (بالإنجليزية: Herman Hill)‏ هو لاعب كرة قاعدة أمريكي، ولد في 12 أكتوبر 1945 في توسكيجي في الولايات المتحدة، وتوفي في 14 ديسمبر 1970 في بويرتو كابيلو في فنزويلا بسبب غرق.

## وصلات خارجية
- هيرمان هيل على موقعبيزبول رفرنس.كوم (الدوري الرئيسي) (الإنجليزية)
- هيرمان هيل على موقعبيزبول رفرنس.كوم (الدوري الثانوي) (الإنجليزية)